# Piney Green
Piney Green es un lugar designado por el censo ubicado en el condado de Onslow en el estado estadounidense de Carolina del Norte. La localidad en el año 2000, tenía una población de 11.658 habitantes en una superficie de 34.9 km², con una densidad poblacional de 335.4 personas por km².

## Geografía
Piney Green se encuentra ubicado en las coordenadas 34°44′35″N 77°19′20″O / 34.74306, -77.32222. Según la Oficina del Censo, la localidad tiene un área total de 34,9 km² (13,5 mi²), de la cual 34,8 km² (13,4 mi²) es tierra y 0,1 km² (0 mi²) (0.37%) es agua.

### Localidades adyacentes
El siguiente diagrama muestra a las localidades en un radio de 20 kilómetros (12,4 mi) de Piney Green.

## Demografía
En el 2000 la renta per cápita promedia del hogar era de $36.636, y el ingreso promedio para una familia era de $40.117. El ingreso per cápita para la localidad era de $15.353. En 2000 los hombres tenían un ingreso per cápita de $27.994 contra $20.278 para las mujeres. Alrededor del 10.50% de la población estaba bajo el umbral de pobreza nacional.